# 経堂駅

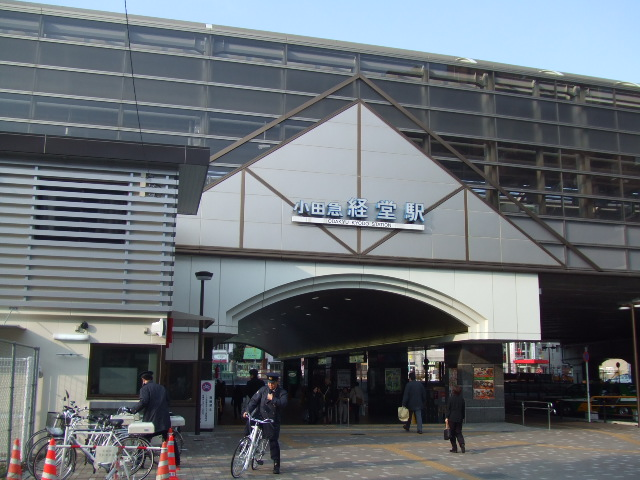
南口（2007年1月24日撮影）

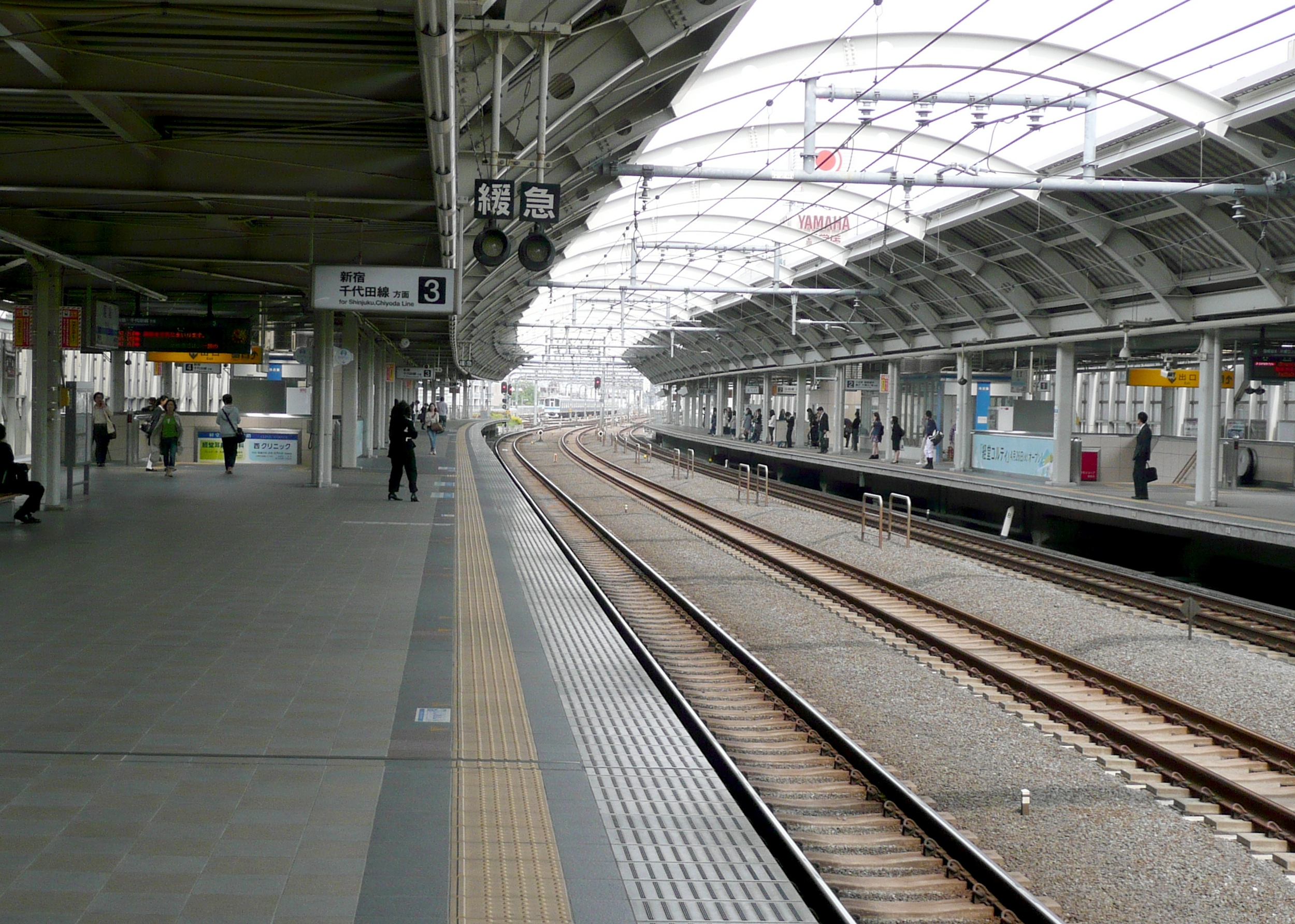
ホーム（2011年4月）

経堂駅（きょうどうえき）は、東京都世田谷区経堂二丁目にある、小田急電鉄小田原線の駅である。駅番号はOH 11。副駅名は「東京農業大学 最寄駅」。

## 歴史
以前は経堂工場・経堂検車区が併設されていた。駅東側の踏切を挟み、東側に検車区が、西側に工場があった。複々線化事業の際に検車区は世田谷区喜多見に新設された喜多見検車区へ移転したが、移転後もその名残りで新宿方に電留線があり、一部回送列車が使用している。検車区跡地は再開発に伴い、商業施設・賃貸住宅等を擁する「経堂テラスガーデン」が建設された。

### 年表
- 1927年（昭和2年）
  - 年内：当駅周辺は福昌寺の土地で雑草の茂る野原であったが、村の住民が駅建築費用を寄付し、駅の敷地の一角にあった農家を500 m程引き屋して駅開設を実現した[2]。
  - 4月1日：小田原線開通時に開設[3]。各停・直通の停車駅となる。
  - 10月15日：急行新設、停車駅となる。
- 1934年（昭和9年）4月：「急行」停車廃止、通過駅となる。
- 1946年（昭和21年）10月1日：準急新設、停車駅となる。
- 1948年（昭和23年）9月：桜準急新設、停車駅となる。
- 1961年（昭和36年）：構内地下道開通、構内踏切廃止[4]。
- 1964年（昭和39年）11月5日：快速準急新設、停車駅となる。同時にラッシュ時のみ運行となった準急は通過となる。
- 1972年（昭和47年）3月14日：平日朝ラッシュ時上り準急を除き、再度準急の停車駅となる。
- 1998年（平成10年）
  - 4月16日：高架複々線化事業に伴う駅舎外観デザイン決定[5]。
  - 11月1日：上り線高架化[6][7]。
- 1999年（平成11年）7月17日：上り準急は平日朝ラッシュ時を除き、10両も停車するようになる[7]。
- 2000年（平成12年）
  - 6月11日：下り線高架化（仮設ホームで営業）[6][7]。
  - 12月2日：下り準急全列車停車開始[7]。
- 2002年（平成14年）
  - 3月10日：1番線が本設ホームへ移設[7]。仮設2番線を待避線として使用開始[7]。
  - 3月23日：多摩急行新設、停車駅となる[8]。
  - 12月1日：下り線ホームを本設ホームへと移動[6]。
- 2004年（平成16年）
  - 10月24日：上り通過線使用開始[7]。
  - 12月11日：区間準急新設、停車駅となる[9]。また、同時に平日10:00 - 17:30までの時間帯に当駅を経由する急行・準急と、土休日急行・準急全列車停車開始[9]。但し、千代田線直通急行は通過（平日朝ラッシュ時のみの運行のため）[9]。留置線使用開始[7]。
- 2014年（平成26年）1月：OH 11の駅ナンバリング導入、使用開始[10]。
- 2016年（平成28年）3月26日：当駅へ停車する平日の急行を18:00まで拡大。加えて日中にも千代田線直通急行が運行され、当駅へ停車開始[11]。同時に区間準急廃止[11]。
- 2018年（平成30年）3月17日：通勤準急（2代目・全列車千代田線直通）および千代田線直通各停新設、停車駅となる。準急の全列車が停車するようになるが、当該種別の全列車が千代田線直通となる[12]。平日朝・夜の急行全列車停車開始（平日夕方下り方面は引続き通過）[12]。多摩急行廃止[12]。

- 2019年（平成31年・令和元年）

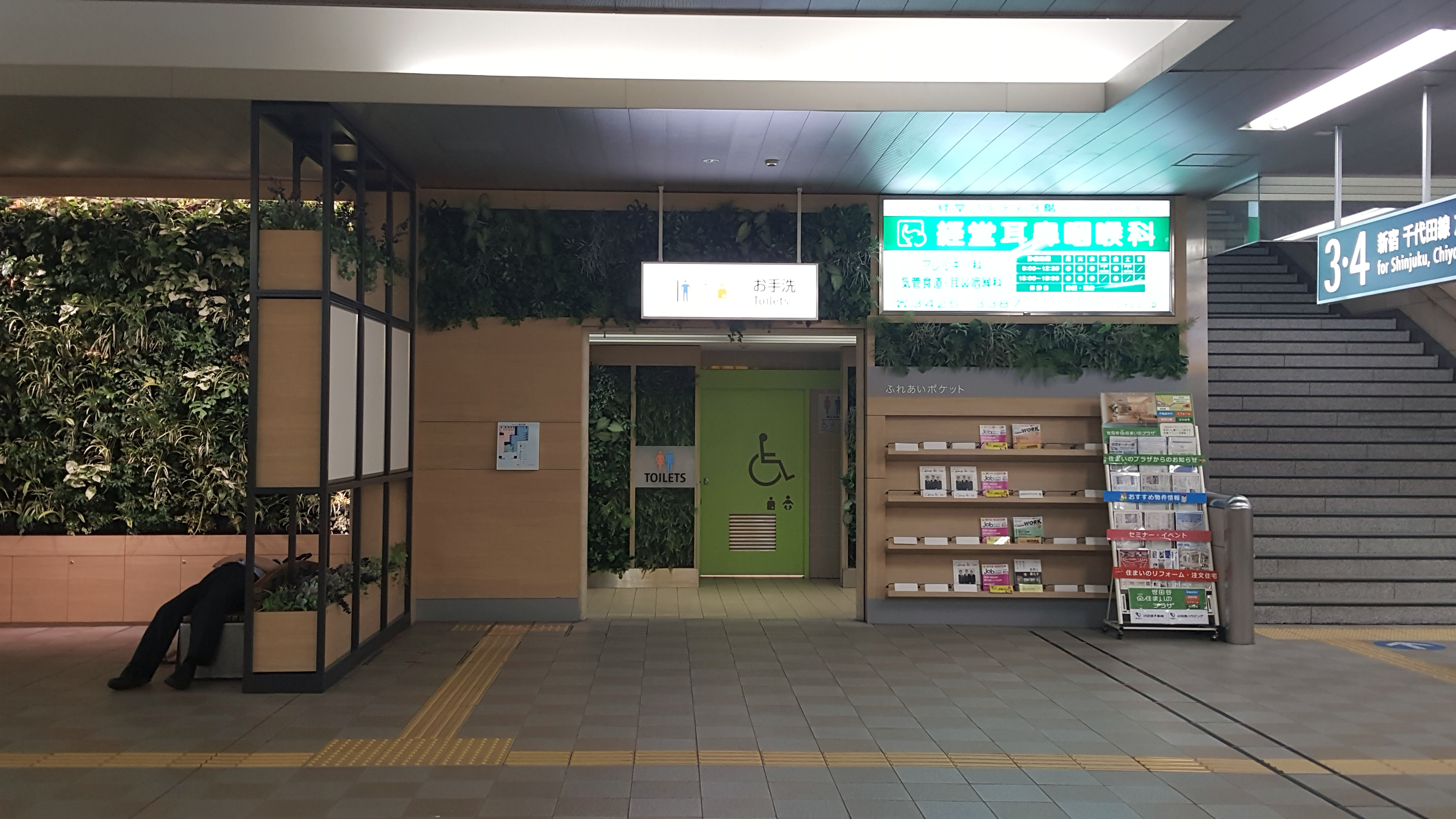
緑化された構内

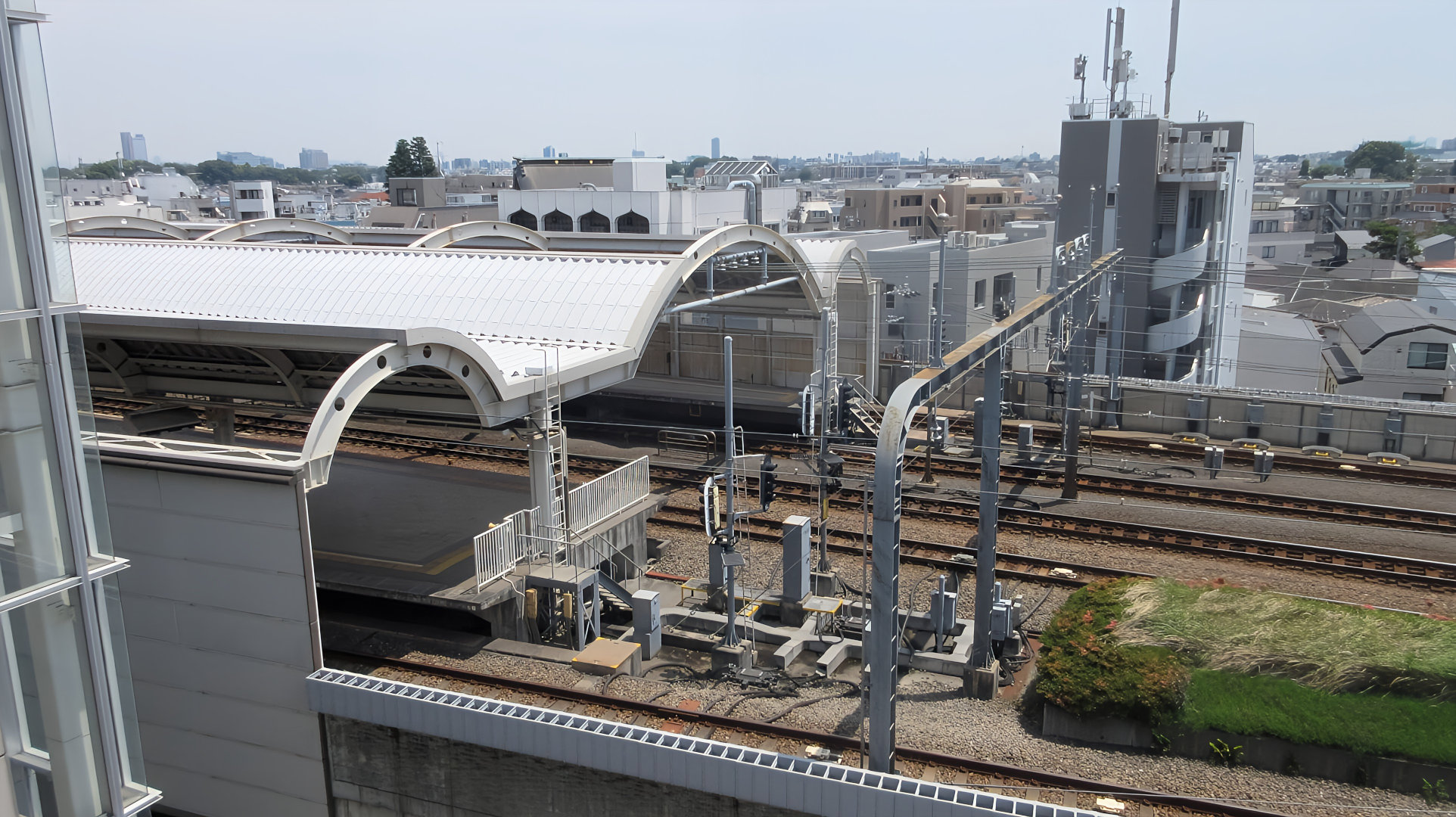
経堂コルティより駅ホームを見下ろす

  - 2月21日：「経堂テラスガーデン」に合わせた駅構内緑化装飾実施[13]。
  - 3月16日：平日22:00以降の下り急行が停車開始[14]。
  - 10月1日：改札内コンコースに個室型コミュニケーションブース「テレキューブ」が設置される[15]。
- 2020年（令和2年）3月14日：平日21:00以降の下り急行停車開始[16]。
- 2021年（令和3年）4月1日：副駅名「東京農業大学 最寄駅」を設定[1]。
- 2022年（令和4年）3月12日：当駅を通過する下り急行全廃、急行全列車停車開始[17]。

### 駅名の由来
古来、駅所在地辺りを「経堂在家村」と称したことから、「経堂」と名付けられる。

## 駅構造
島式ホーム2面5線を有する高架駅で、上り線にはホームに接しない通過線がある。また、当駅から新宿方向への緩行線左側に留置線が2線設置されている。発車標は2004年（平成16年）12月にフルカラーLED式のものが改札口およびホームに新設され2005年（平成17年）1月より使用されており、駅自動放送は列車種別・行先・編成両数等の詳細案内があるタイプが導入されている。
上下線共に、早朝には当駅始発の始発列車、深夜には当駅で終点となる終電が1本ずつ設定されている。
平日朝には、千代田線直通の通勤準急と千代田線直通の各駅停車が緩急接続を行っている。通勤準急は代々木上原駅で新宿行快速急行に連絡する。
なお、全時間帯において、ロマンスカーを除く千代田線直通列車は当駅から代々木上原駅まで緩行線を走行する。
高架化前はホーム有効長が短く、10両編成列車は停車することが出来なかったため、千代田線直通準急は通過していた。高架化後は平日朝ラッシュ時上りを除く準急全列車が、2004年（平成16年）12月11日からは平日日中および土休日の終日に急行が停車するようになった。2018年（平成30年）3月17日より、朝ラッシュ時の準急から事実上名称が変更された通勤準急、および狛江・祖師ヶ谷大蔵・千歳船橋にも停車開始した新・準急全列車が当駅にも停車開始した。急行も早朝の全列車が停車するようになったが、朝ラッシュピーク時（当駅発7時頃 - 8時30分頃）上りには急行自体の運行がない。2022年（令和4年）3月12日ダイヤ改正より平日夕方時間帯下りを含め急行が終日停車するようになった。
高架下の改札横には、セブンイレブン、スターバックスコーヒー、箱根そばがある。

### のりば
| ホーム | 路線      | 方向 | 軌道         | 行先                   |
| ------ | --------- | ---- | ------------ | ---------------------- |
| 1      | 小田原線  | 下り | 緩行線       | 小田原・片瀬江ノ島方面 |
| 2      | 小田原線  | 下り | 急行線       | 小田原・片瀬江ノ島方面 |
| 通過線 | □小田原線 | 上り | 急行線       | （上り列車通過）       |
| 3      | 小田原線  | 上り | 急行・緩行線 | 新宿・ 千代田線方面    |
| 4      | 小田原線  | 上り | 緩行線       | 新宿・ 千代田線方面    |

※下り東北沢駅 - 登戸駅間、上り向ヶ丘遊園駅 - 東北沢駅間急行線・緩行線は原則として以下の通り使い分けられている。
〔急行線〕
□特急ロマンスカー・■快速急行・□通勤急行・■急行が使用する。成城学園前駅 - 当駅間のみ□通勤準急も使用する。
〔緩行線〕
■準急・■各停が使用する。□通勤準急も上記以外の区間で使用する。
■急行のうち、登戸駅で□特急ロマンスカー・■快速急行を待避する列車が向ヶ丘遊園 - 登戸間で、千代田線直通の上りは、当駅から代々木上原まで、夕ラッシュ時の千代田線からの■急行伊勢原行きが代々木上原 - 当駅間で緩行線を使用する。
当駅では1番ホーム・3番ホーム・留置線1本にそれぞれ10両編成の夜間滞泊が設定されている。

## 利用状況
2024年度（令和6年度）の1日平均乗降人員は82,232人である（小田急線全70駅中14位）。
近年の1日平均乗降・乗車人員の推移は下表の通り。
| 年度               | 1日平均 乗降人員 | 1日平均 乗車人員 | 出典     |
| ------------------ | ---------------- | ---------------- | -------- |
| 1928年（昭和03年） | 1,326            |                  |          |
| 1930年（昭和05年） | 2,834            |                  |          |
| 1935年（昭和10年） | 4,782            |                  |          |
| 1940年（昭和15年） | 9,760            |                  |          |
| 1946年（昭和21年） | 16,748           |                  |          |
| 1950年（昭和25年） | 21,525           |                  |          |
| 1955年（昭和30年） | 27,802           |                  |          |
| 1956年（昭和31年） |                  | 16,059           | [ * 1 ]  |
| 1957年（昭和32年） |                  | 14,902           | [ * 2 ]  |
| 1958年（昭和33年） |                  | 17,489           | [ * 3 ]  |
| 1959年（昭和34年） |                  | 18,781           | [ * 4 ]  |
| 1960年（昭和35年） | 40,260           | 20,144           | [ * 5 ]  |
| 1961年（昭和36年） | 42,707           | 21,467           | [ * 6 ]  |
| 1962年（昭和37年） | 44,740           | 22,359           | [ * 7 ]  |
| 1963年（昭和38年） | 45,252           | 22,656           | [ * 8 ]  |
| 1964年（昭和39年） | 47,327           | 23,540           | [ * 9 ]  |
| 1965年（昭和40年） | 47,512           | 23,644           | [ * 10 ] |
| 1966年（昭和41年） | 47,266           | 23,830           | [ * 11 ] |
| 1967年（昭和42年） | 47,852           | 24,110           | [ * 12 ] |
| 1968年（昭和43年） | 48,577           | 24,424           | [ * 13 ] |
| 1969年（昭和44年） | 49,850           | 25,006           | [ * 14 ] |
| 1970年（昭和45年） | 51,010           | 25,675           | [ * 15 ] |
| 1971年（昭和46年） | 53,416           | 27,253           | [ * 16 ] |
| 1972年（昭和47年） | 58,443           | 29,581           | [ * 17 ] |
| 1973年（昭和48年） | 59,973           | 30,329           | [ * 18 ] |
| 1974年（昭和49年） | 65,765           | 31,840           | [ * 19 ] |
| 1975年（昭和50年） | 64,797           | 32,134           | [ * 20 ] |
| 1976年（昭和51年） | 63,756           | 31,961           | [ * 21 ] |
| 1977年（昭和52年） | 61,857           | 31,739           | [ * 22 ] |
| 1978年（昭和53年） | 63,704           | 32,412           | [ * 23 ] |
| 1979年（昭和54年） | 63,770           | 32,528           | [ * 24 ] |
| 1980年（昭和55年） | 62,905           | 32,323           | [ * 25 ] |
| 1981年（昭和56年） | 64,337           | 32,216           | [ * 26 ] |
| 1982年（昭和57年） | 64,125           | 32,076           | [ * 27 ] |
| 1983年（昭和58年） | 64,085           | 32,455           | [ * 28 ] |
| 1984年（昭和59年） | 65,095           | 32,957           | [ * 29 ] |
| 1985年（昭和60年） | 66,104           | 33,665           | [ * 30 ] |
| 1986年（昭和61年） | 67,164           | 34,185           | [ * 31 ] |
| 1987年（昭和62年） | 67,166           | 34,191           | [ * 32 ] |
| 1988年（昭和63年） | 67,186           | 34,277           | [ * 33 ] |
| 1989年（平成元年） | 66,361           | 33,819           | [ * 34 ] |
| 1990年（平成02年） | 67,535           | 34,370           | [ * 35 ] |
| 1991年（平成03年） | 68,357           | 34,779           | [ * 36 ] |
| 1992年（平成04年） | 68,995           | 35,058           | [ * 37 ] |
| 1993年（平成05年） | 68,586           | 34,872           | [ * 38 ] |
| 1994年（平成06年） | 67,530           | 34,386           | [ * 39 ] |
| 1995年（平成07年） | 66,557           | 33,932           | [ * 40 ] |
| 1996年（平成08年） | 65,423           | 33,455           | [ * 41 ] |
| 1997年（平成09年） | 63,859           | 32,830           | [ * 42 ] |
| 1998年（平成10年） | 64,451           | 32,921           | [ * 43 ] |
| 1999年（平成11年） | 64,206           | 32,468           | [ * 44 ] |
| 2000年（平成12年） | 63,785           | 32,082           | [ * 45 ] |
| 2001年（平成13年） | 63,181           | 31,749           | [ * 46 ] |
| 2002年（平成14年） | 63,612           | 32,055           | [ * 47 ] |
| 2003年（平成15年） | 64,944           | 32,784           | [ * 48 ] |
| 2004年（平成16年） | 64,849           | 33,056           | [ * 49 ] |
| 2005年（平成17年） | 65,916           | 33,544           | [ * 50 ] |
| 2006年（平成18年） | 67,018           | 34,095           | [ * 51 ] |
| 2007年（平成19年） | 68,703           | 34,847           | [ * 52 ] |
| 2008年（平成20年） | 67,643           | 34,176           | [ * 53 ] |
| 2009年（平成21年） | 67,297           | 33,933           | [ * 54 ] |
| 2010年（平成22年） | 67,541           | 34,021           | [ * 55 ] |
| 2011年（平成23年） | 69,299           | 34,839           | [ * 56 ] |
| 2012年（平成24年） | 70,965           | 35,633           | [ * 57 ] |
| 2013年（平成25年） | 72,765           | 36,539           | [ * 58 ] |
| 2014年（平成26年） | 72,769           | 36,418           | [ * 59 ] |
| 2015年（平成27年） | 74,691           | 37,349           | [ * 60 ] |
| 2016年（平成28年） | 76,363           | 38,154           | [ * 61 ] |
| 2017年（平成29年） | 77,959           | 38,929           | [ * 62 ] |
| 2018年（平成30年） | 80,941           | 40,466           | [ * 63 ] |
| 2019年（令和元年） | 82,540           | 41,249           | [ * 64 ] |
| 2020年（令和02年） | 57,253           | 28,622           | [ * 65 ] |
| 2021年（令和03年） | 67,898           |                  |          |
| 2022年（令和04年） | 75,323           |                  |          |
| 2023年（令和05年） | 79,305           |                  |          |
| 2024年（令和06年） | 82,232           |                  |          |

## 駅周辺
周辺には学校が多く立地し、朝ラッシュ時はこれら学校に通学する乗客降車も多い。

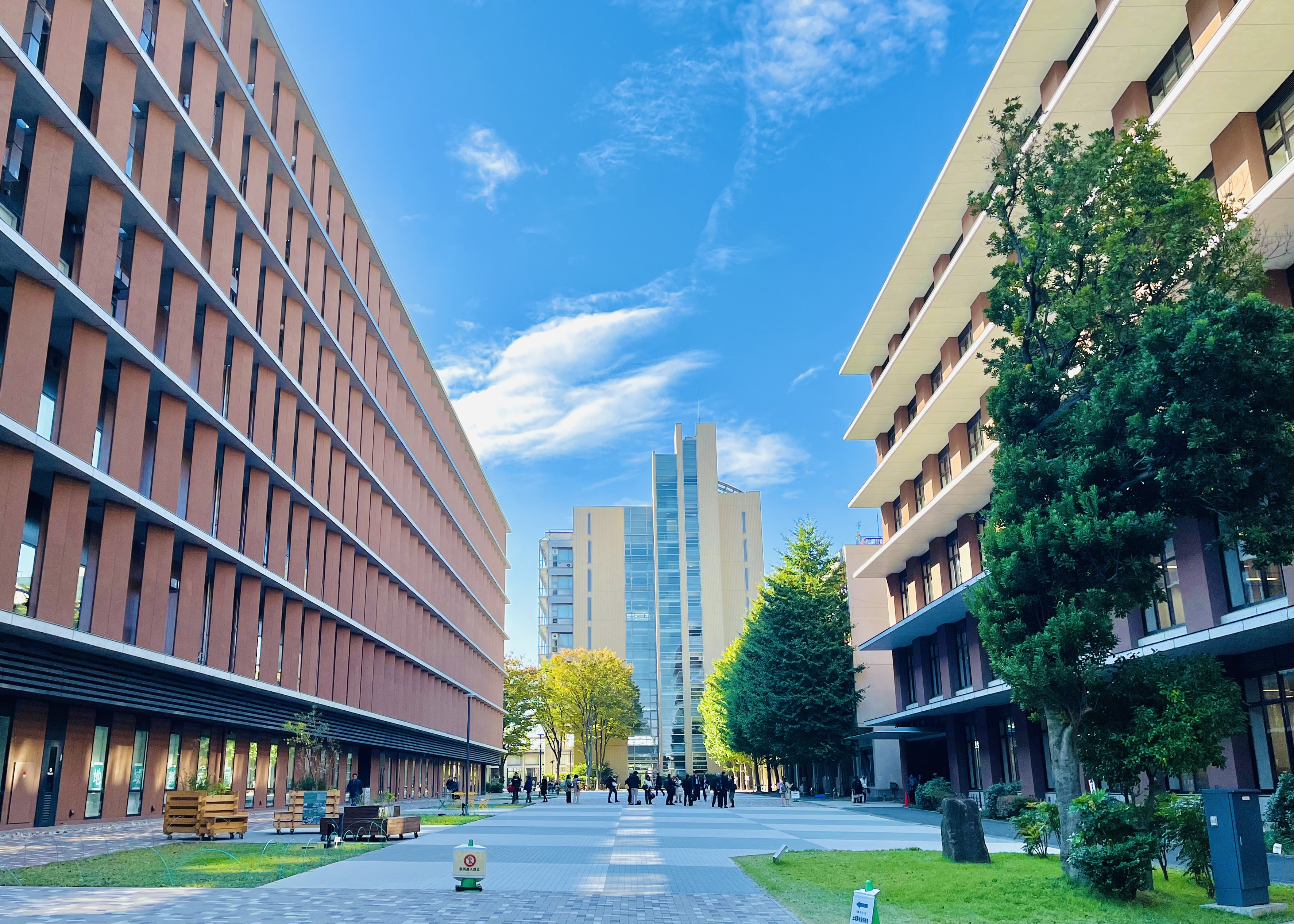
東京農業大学世田谷キャンパス

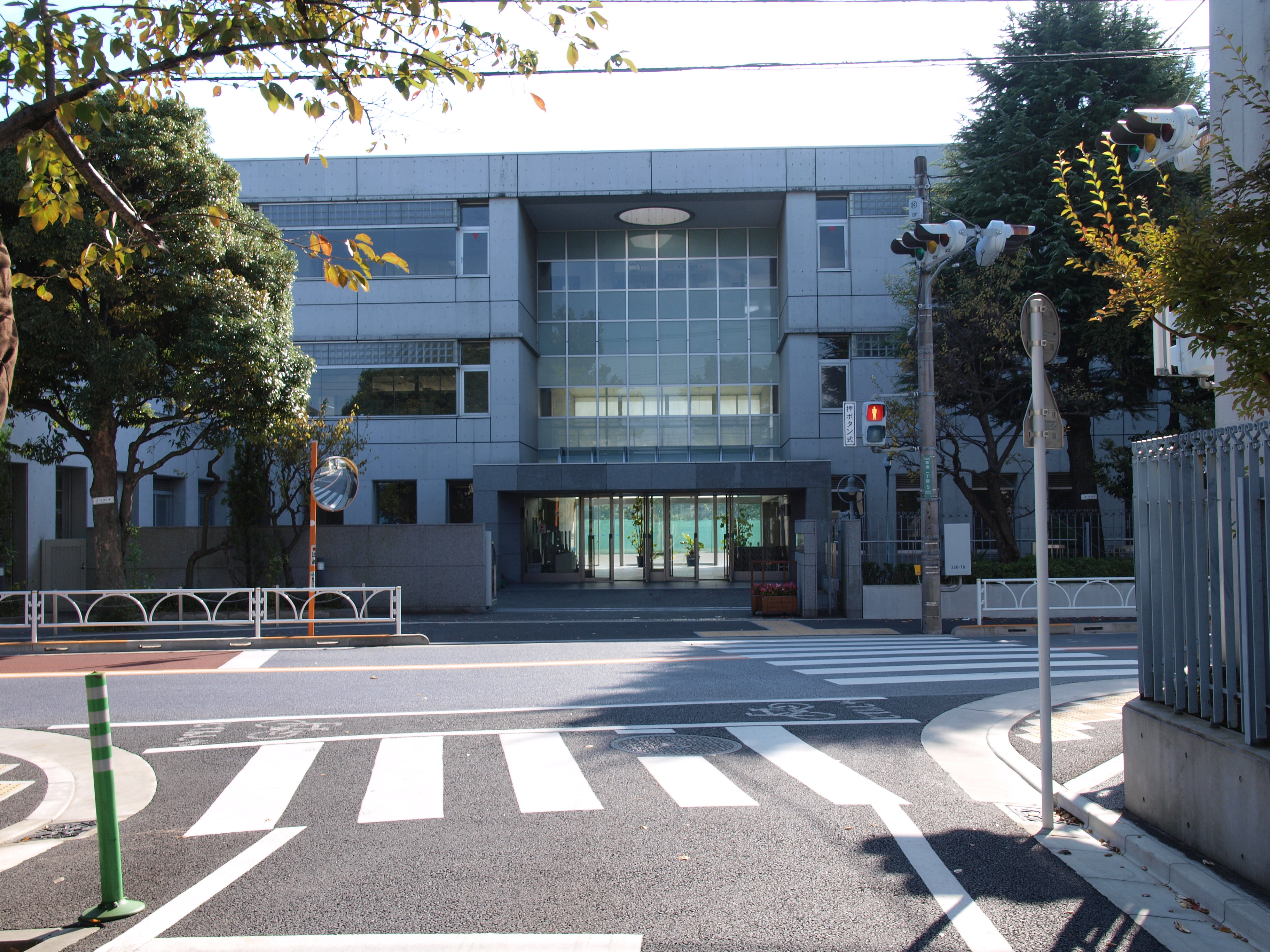
鷗友学園女子中・高等学校

- 経堂テラスガーデン
  - 経堂コルティ（旧・経堂ジョイフル）
    - Odakyu OX 経堂店
- ピーコックストア
- ライフ経堂店
- 世田谷区立経堂図書館
- 世田谷区役所 経堂出張所
- 東京消防庁世田谷消防署 宮の坂出張所
- 千歳郵便局
- 経堂駅前郵便局
- 東京農業大学 世田谷キャンパス
- 東京農業大学第一高等学校・中等部
- 東京農業大学稲花小学校
- 鷗友学園女子中学校・高等学校
- 恵泉女学園中学校・高等学校
- 学校法人和光学園和光幼稚園・小学校
- 日本大学櫻丘高等学校
- 日本大学文理学部

### バス路線
最寄停留所は「経堂駅」で、以下の路線が小田急バス若林営業所の路線バス運行を委託している小田急ハイウェイバスにより運行されている。
- 梅01・梅02系統：梅ヶ丘駅北口行
- 梅01・経01系統：千歳船橋駅行
- 渋54系統：渋谷駅行
- 経02系統：八幡山駅行 ※京王バスと共同運行

## 隣の駅
小田急電鉄
 小田原線

■快速急行・□通勤急行
通過
■急行・□通勤準急（平日朝上りのみ運転）
下北沢駅 (OH 07) - 経堂駅 (OH 11) - 成城学園前駅 (OH 14)
■準急（当駅から千歳船橋方の各駅に停車）
下北沢駅 (OH 07) - 経堂駅 (OH 11) - 千歳船橋駅 (OH 12)
■各駅停車
豪徳寺駅 (OH 10) - 経堂駅 (OH 11) - 千歳船橋駅 (OH 12)